# Centar Zamet
A Centar Zamet egy sportcsarnok Fiume városában, Horvátországban. A horvát élvonalban szereplő RK Zamet kézilabdacsapatának otthonául szolgál, de számos kulturális eseménynek is helyt ad.
A sportcsarnokot 2009-ben adták át, befogadóképessége 2350 fő, területe 16,830 m².

## A csarnok története
Az építéshez szükséges előkészületi munkálatok 2007 decemberében kezdődtek, az alapkő letételre 2008. április 15-én került sor. A csarnokot 2009. szeptember 10-én, a horvát olimpiai napon adták át.

## Rendezvények a csarnokban

### Kulturális események
- Porin díjátadó gála (2012)[3]

### Koncertek
- Klapa Intrade & Tomislav Bralić (2009)[4]

- Maksim Mrvica (2010)[5]

- Klape na Zametu (2010)[6]

- Massimo na Dan Žena (2011)[7]

- Parni Valjak „Unplugged“ (2013)[8]

- Lord of the Dance (2015)[9]

- Marko Tolja (2015)[10]

- Massimo Savić (2016)[11]

- Miroslav Škoro - „Mene zovu tambure“ (2016)[12]

- Damir Kedžo (2016)

## További információ
- Zamet Centre
- Centar Zamet